# Sinodrepanus tsaii
Sinodrepanus tsaii là một loài bọ cánh cứng trong họ Bọ hung (Scarabaeidae).